# 베이부만 경제권
베이부만 경제권(环北部湾经济圈)은 통킹만(베이부만)일대에 서부지역의 낙후 방지와 베트남과의 교류를 위해 중국이 설정한 경제권이다.

## 같이 보기
- 베트남-중국 관계
- 서부대개발